# Chamaeota
Chamaeota — рід базидіомікотових грибів родини Плютеєві (Pluteaceae).

## Опис
Плодове тіло має центральну ніжку, вільні ламелли, гладкі рожеві спори і часткову вуаль, яка з віком утворює аннулюс (кільце) на ніжці. Від вольваріелли відрізняється відсутністю вольви, а від ентомолових — вільними ламеллами та гладкими спорами.

## Поширення
Рід поширений у тропічних регіонах.

## Види
- Chamaeota broadwayi Murrill (1911)
- Chamaeota dextrinoidespora Z.S. Bi (1988)
- Chamaeota fenzlii (Schulzer) Singer (1979)
- Chamaeota insignis (Cooke & Massee) Pegler (1965)
- Chamaeota longipes Wichanský (1967)
- Chamaeota sinica J.Z. Ying (1995)
- Chamaeota sphaerospora
- Chamaeota subolivascens Courtec. (1991)
- Chamaeota tropica Pegler (1983)
- Chamaeota xanthogramma (Ces.) Earle (1909)